# کارآموز تازه‌کار
کارآموز تازه‌کار (انگلیسی: Chicken Chaser) یک فیلم کوتاه کمدی به کارگردانی راسکو آرباکل و هنری لرمن است که در سال ۱۹۱۴ منتشر شد. از بازیگران این فیلم می‌توان به گوردون گریفیث و راسکو آرباکل اشاره کرد.